# Raudnei Anversa Freire
Raudnei Anversa Freire (San Paolo, 18 luglio 1965) è un ex calciatore brasiliano, di ruolo attaccante.

## Carriera
Nel 1987-1988 ha giocato in Portogallo, collezionando 6 partite in Primeira Liga col Porto, più una all'inizio della stagione successiva, in cui è passato in Spagna al Deportivo de La Coruña (77 presenze in seconda serie).
Torna a partecipare alla massima serie portoghese con Belenenses e Gil Vicente.
Nel 1996 va a giocare in Giappone con il Kyoto Purple Sanga.